# Fernando Oria de Rueda y Fontán
Fernando Oria de Rueda y Fontán (Rubianes, Pontevedra 28 de septiembre de 1899 - Madrid 20 de agosto de 1987) fue un político de la CEDA e ingeniero agrónomo español.

## Vida política
En el año 1930 entró como unos de los primeros militantes, tras haber sido el año de fundación en Valencia de la Derecha Regional Valenciana (DRV), partido político de ámbito valenciano. Tras pasar tres años como militante de la Derecha Regional Valenciana, en el año 1933 fue militante de la Confederación Española de Derechas Autónomas (CEDA), partido político con en el que estuvo trabajando hasta que en este mismo año fue escogido como candidato a las Elecciones generales de España de 1933 celebradas el 19 de noviembre de 1933 consiguiendo un número de 102785 votos, entrando como diputado por la Provincia de Valencia en Cortes Generales de España dentro de las listas de la CEDA el 6 de diciembre y jurando su cargo como diputado el 10 de enero del año 1934, hasta que causó baja como diputado en Cortes Generales, el día 7 de enero del año 1936.

## En la banca
En el año 1963  Fernando Oria impulsó la fundación en Requena de la Caja Rural de la Valencia Castellana una de las Cooperativas de ahorro y crédito en la Comunidad Valenciana, de la que fue presidente de honor.

## Condecoraciones y distinciones
Fernando Oria de Rueda y Fontán obtuvo la Gran Cruz de la Orden del Mérito Agrícola y Decano honorario vitalicio del Colegio Profesional de Levante. 